# エドゥアルト・トリッペル

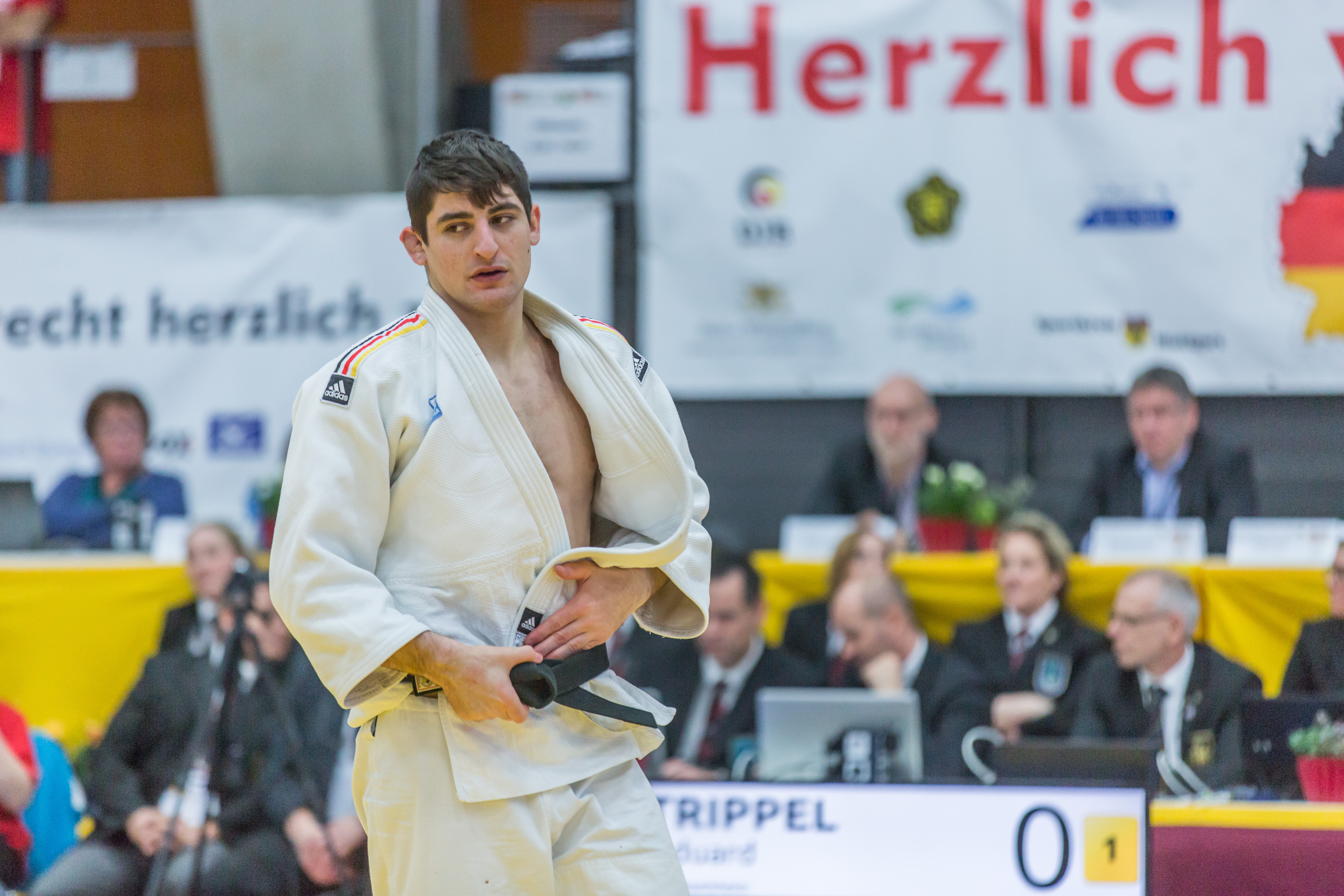
エドゥアルト・トリッペル 2019

エドゥアルト・トリッペル（Eduard Trippel、1997年3月26日- ）は、ドイツ出身の柔道家。階級は90kg級。身長188cm。

## 経歴
2017年の世界ジュニア90kg級で3位になると、団体戦でも3位になった。2018年にはヨーロッパ選手権の団体戦で優勝すると、世界選手権では5位になった。グランドスラム・パリとグランドスラム・大阪では3位だった。2021年のワールドマスターズでは3位になった。7月に日本武道館で開催された東京オリンピックでは決勝まで進むも、ジョージアのラシャ・ベカウリに技ありで敗れて2位だった。混合団体では3位になった。2022年のグランドスラム・東京では決勝で増山香補に背負投で敗れて2位だった。2024年のパリオリンピックでは初戦で敗れた。2025年の世界団体で3位になった。
IJF世界ランキングは4116ポイント獲得で15位(25/6/2現在)。

## 主な戦績
- 2014年 - ヨーロッパカデ 3位（81kg級）
- 2015年 - ヨーロッパジュニア 団体戦 2位
- 2017年 - 世界ジュニア 個人戦 3位 団体戦 3位
- 2018年 - グランドスラム・パリ 3位
- 2018年 - ヨーロッパ選手権 団体戦 優勝
- 2018年 - 世界選手権 5位
- 2018年 - グランプリ・タシュケント 3位
- 2018年 - グランドスラム・大阪 3位
- 2019年 - グランプリ・マラケシュ 2位
- 2019年 - グランドスラム・アブダビ 3位
- 2021年 - ワールドマスターズ 3位
- 2021年 - グランドスラム・カザン 2位
- 2021年 -　東京オリンピック 2位
- 2021年 -　東京オリンピック混合団体 3位
- 2022年 -　グランプリ・ザグレブ 3位
- 2022年 -　世界団体 3位
- 2022年 -　グランドスラム・東京 2位
- 2024年 - グランドスラム・アスタナ　2位
- 2025年 - 世界団体　3位

（出典）